# Bistra (Maramureș)
Bistra (ungarisch Petrovabisztra, ukrainisch Бистрий/Bystryj) ist eine Gemeinde im Kreis Maramureș in Rumänien.

## Geografie
Der Ort Bistra liegt im Norden des Landes am Fluss Vișeu. An der Kreisstraße (drum județean) DJ185 und der Bahnstrecke Valea Vișeului–Borșa befindet sich der Ort etwa 12 Kilometer südlich der Grenze zur Ukraine und etwa 55 Kilometer zur südwestlich gelegenen Kreishauptstadt Baia Mare.

## Geschichte
Die erste urkundliche Erwähnung des Ortes Bistra stammt aus dem Jahre 1411.
Am 16. Juli 1930 stießen zwischen Petrova und Bistra ein Güter- und ein Personenzug zusammen. 22 Menschen starben.

## Demographie
2002 hatte esb1137 Einwohner, mit den beiden eingemeindeten Dörfern Crasna Vișeului und Valea Vișeului waren es 4902. 90 % der Einwohner sind Ukrainer.

## Bilder

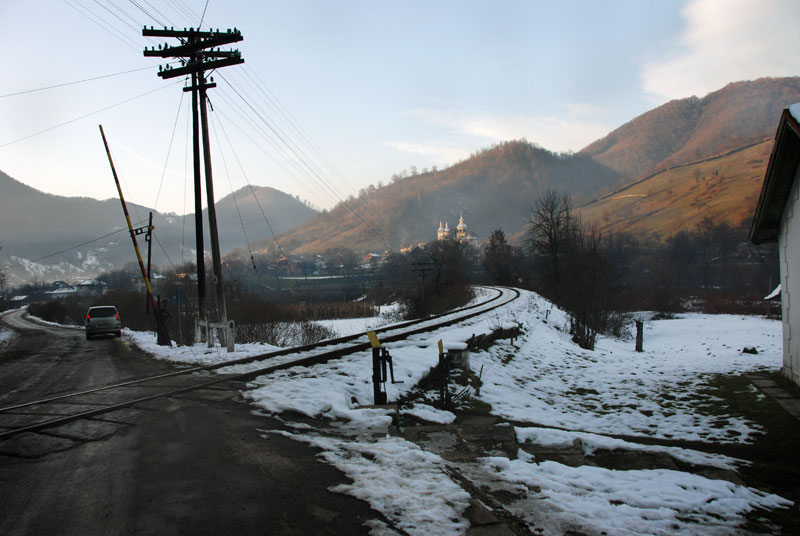
Südliche Ortseingang aus Richtung Petrova
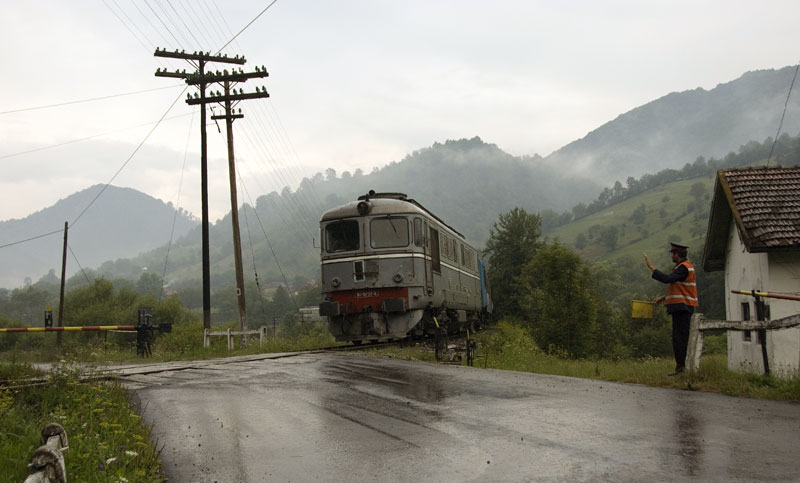
Regionalzug mit Lok 62-0732-8 verlässt Bistra
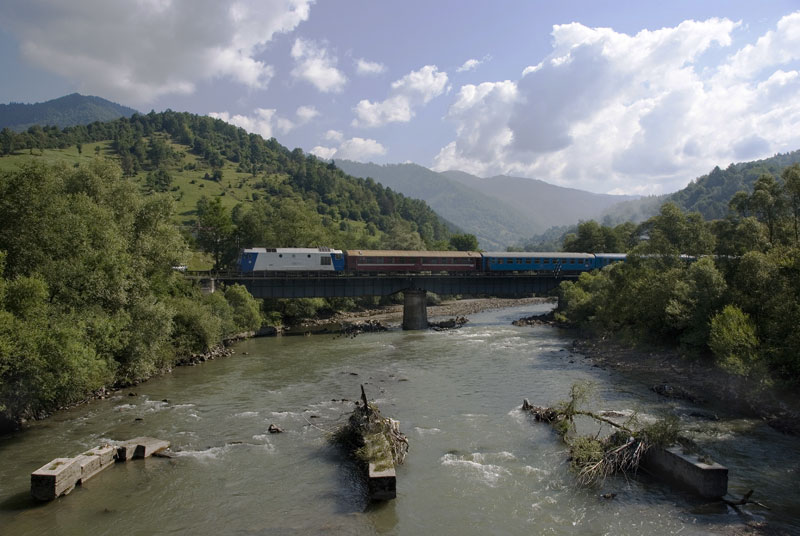
Am südlichen Ortsrand quert die Eisenbahnlinie den Fluss Vișeu
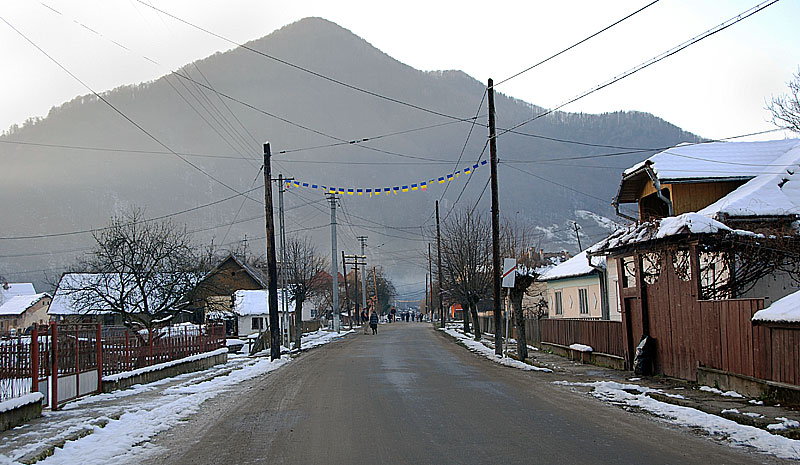
Die Ortsdurchfahrt
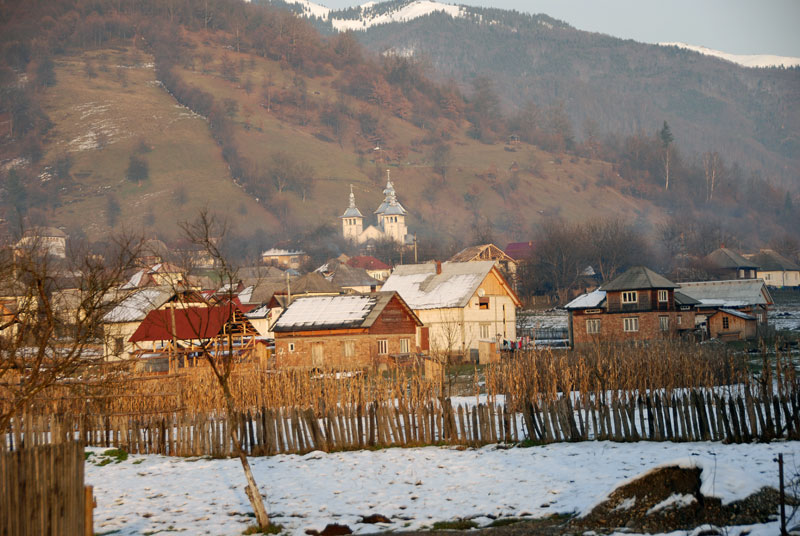
Der Ort im Sonnenuntergangslicht
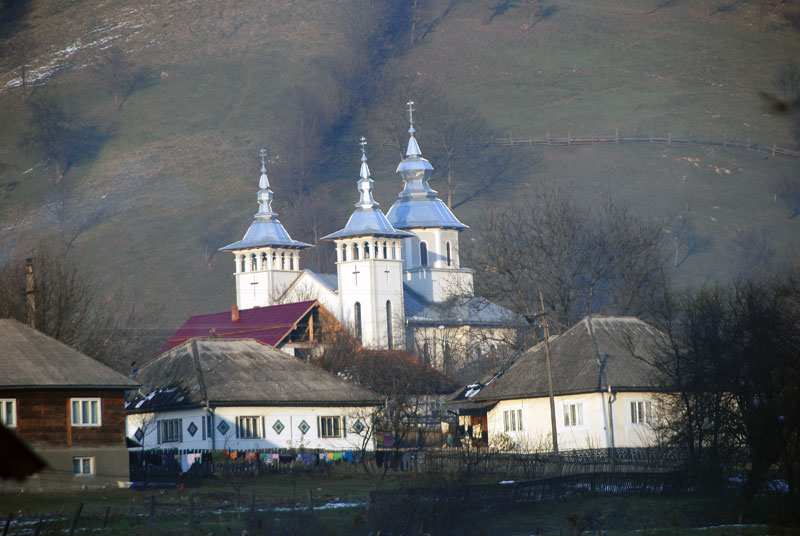
Die orthodoxe Kirche
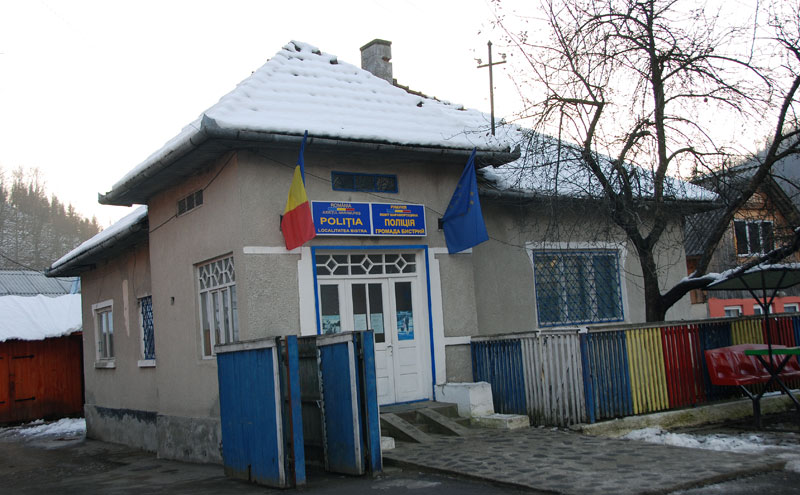
Die Polizeistation
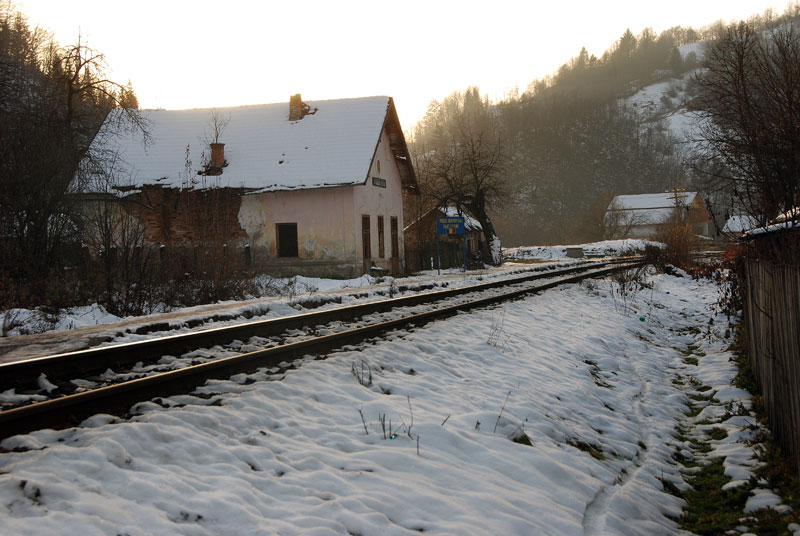
Der Haltepunkt in der Ortsmitte